# シャクナゲ
シャクナゲ （石楠花、石南花） は、ツツジ科ツツジ属（Rhododendron）無鱗片シャクナゲ亜属、無鱗片シャクナゲ節の総称である。
主に低木だが、高木になるものもある。
また、日本ではその多くのものがツツジと称される有鱗片シャクナゲ亜属のものを欧米では Rhododendron と呼んでいる。ただし、有鱗片シャクナゲのなかでも、ビレア（マレーシアシャクナゲ）の仲間は、カワカミシャクナゲのように、日本でもシャクナゲと呼んでいる。

## 分布
Rhododendron （ツツジ属）としては主として北半球の亜寒帯から熱帯山地までのきわめて広い範囲に分布し、南限は赤道を越えて南半球のニューギニア・オーストラリアに達する。特にヒマラヤ周辺には非常に多くの種が分布する。シャクナゲのなかまは種類が極めて多く、分布は日本からアジア大陸の南部山岳地帯、ヒマラヤに広がる。

## 特徴
いずれも派手で大きな花に特徴がある。花の色はさまざまで、白あるいは赤系統が多いが、黄色の場合もある。常緑の灌木が多いが、なかには高木になる種類も含まれており、ネパール国花とされているラリ・グラス（赤い花の意、学名: R.arborea）の樹高は20メートル (m) にもなる。極めて優れた美しい花を持つ灌木あるいは高木であることから、欧米の植物学者の関心を集めた。
シャクナゲは葉にロードトキシンことグラヤノトキシンなどの痙攣毒を含む有毒植物である。摂取すると吐き気や下痢、呼吸困難を引き起こすことがある。葉に利尿・強壮の効果があるとして茶の代わりに飲む習慣を持つ人が多く存在するが、これはシャクナゲに「石南花」という字が当てられているため、これを漢方薬の「石南（オオカナメモチ）」と同一のもの（この2つに関連性はない）と勘違いしたためであり、シャクナゲにこのような薬効は存在しない。
シャクナゲは常緑広葉樹にもかかわらず寒冷地にまで分布している。寒冷地に分布する種類のなかには、葉の裏側を中にした筒状にして越冬するハクサンシャクナゲなどがある。日本にも数多くの種類のシャクナゲが自生しているが、その多くは変種であり、種のレベルでは4種または6種に集約される。
世界各国で庭園の植栽に用いられ、多くの品種が作り出されている。日本にも、園芸用品種として数多くの外国産のシャクナゲが導入されており、各地で植栽されている。18世紀以降に主にイギリス人のプラントハンターによってヨーロッパに紹介されて以来、優れた庭園樹として現代にいたるまで世界中で広く愛好されている。
シャクナゲは有毒のため、ヤギやヒツジ、ウシなども食べない。ネパールでは、材がかたく、薪にしても燃えづらく、ヤギもかじらないため家畜小屋の柵に利用したりする。

## 主な種
野生状態でも変種が数多く、また園芸植物としても数多くの品種がある。そのため、種類数は定義によって大きく異なるが、おそらく数百種類はあると思われる。日本産のものは変種を含めて11種ほどある。
以下、属名 Rhododendron は R. と略記する。

### 東アジア広域
- キバナシャクナゲ R. aureum -シベリア東部・満洲・朝鮮半島北部・樺太・千島列島・カムチャツカなど東アジアの寒冷地に広く分布する。北海道から中部地方までの高山帯から亜高山帯上部にかけて自生する高山植物である。淡い黄色の花を咲かせる。
  - ヤエキバナシャクナゲ  R. aureum f. senamense -八重咲き品種。
  - ゴシキシャクナゲ R. aureum f. albiforum -花の白い品種。
- ハクサンシャクナゲ R. brachycarpum -北海道・本州・四国と朝鮮半島北部の亜高山帯から一部はハイマツ帯まで分布する。花は白から淡い紅色で、内側に薄い緑色の斑点がある。亜高山帯の暗い針葉樹林内を彩る代表的な花である。以下のような変種がある。
  - ネモトシャクナゲ R. brachycarpum f. nemotoanum -八重咲きの品種。根本莞爾にちなむ。

### 日本
- アズマシャクナゲ R. degronianum -東北地方南部から中部地方までの山地・亜高山帯に分布する。花は淡い紅色。以下のような変種がある。
  - アマギシャクナゲ R. degronianum var. amagianum  -静岡県伊豆半島の山地に分布する。
- ツクシシャクナゲ R. japonoheptamerum var. japonoheptamerum -紀伊半島以西の本州・四国・九州の山地に分布する。樹高3～4mで淡い紅色の花を咲かせる。以下のような変種がある。
  - ホンシャクナゲ R. japonoheptamerum var. hondoense -中部地方以西の本州と四国の山地に分布する。花は赤紫から白まで変化に富む。
  - キョウマルシャクナゲ R. japonoheptamerum var. kyomaruense -長野県南部と静岡県北部の南アルプス南部の山地に分布する。花は淡い紅色。自生しているものは環境省レッドデータリストによると絶滅危惧II類。
  - オキシャクナゲ R. japonoheptamerum var. okiense -島根県隠岐島に分布する。
- ホソバシャクナゲ R. makinoi -静岡県と愛知県の山地に自生する。自生しているものは環境省レッドデータリストによると絶滅危惧II類。名前のとおり、シャクナゲの中では葉が細い。紅紫色、または白い花。
- ヤクシマシャクナゲ R. yakushimanum -名前のとおり屋久島の高所に分布する。花は淡い紅色。次の変種がある。
  - オオヤクシマシャクナゲ R. yakushimanum var. intermedium -基本種より樹高、葉とも大型。

### ヒマラヤ
- ロードデンドロン・アンソポーゴン R. anthopogon -標高3800m～5000m付近のヒマラヤ高山に自生する小形のシャクナゲ。

## ギャラリー
- ハクサンシャクナゲ（2007年7月・木賊山）
- ネモトシャクナゲ（2016年7月・福島県箕輪山）
- アズマシャクナゲ（2009年6月・福島県会津地方）
- ツクシシャクナゲ（2013年4月・神代植物公園）
- ホンシャクナゲ（2013年4月・東京大学小石川植物園）
- ホソバシャクナゲ（2012年5月・東京大学植物園日光分園）

## 文化
- 南海電気鉄道2300系電車の一編成の愛称がシャクナゲであり、また2000系電車の一部にもこれが描かれている。
- 松永安左エ門が1954年（昭和29年）欧米を歴訪した際、イギリスで3本を購入したうちの2本が、小田原の松永記念館に植えられている。ほかに日本での名所としては、鹿沼しゃくなげパーク（栃木県）、強羅公園（神奈川県）、西沢溪谷（山梨県）、白根神社（群馬県）など。